# Klenová (district de Klatovy)
Klenová (en allemand : Klenau) est une commune du district de Klatovy, dans la région de Plzeň, en République tchèque. Sa population s'élevait à 102 habitants habitants en 2021.

## Géographie
Klenová se trouve à 9 km au sud-ouest de Klatovy, à 47 km au sud de Plzeň et à 120 km à l'ouest-sud-ouest de Prague.
La commune est limitée par Janovice nad Úhlavou à l'ouest et au nord, par Týnec et Javor à l'est, et par Strážov au sud.

## Histoire
La première mention écrite de la localité date de 1291.

## Patrimoine
- Le château de Klenová, château du XIIIe siècle.

## Galerie

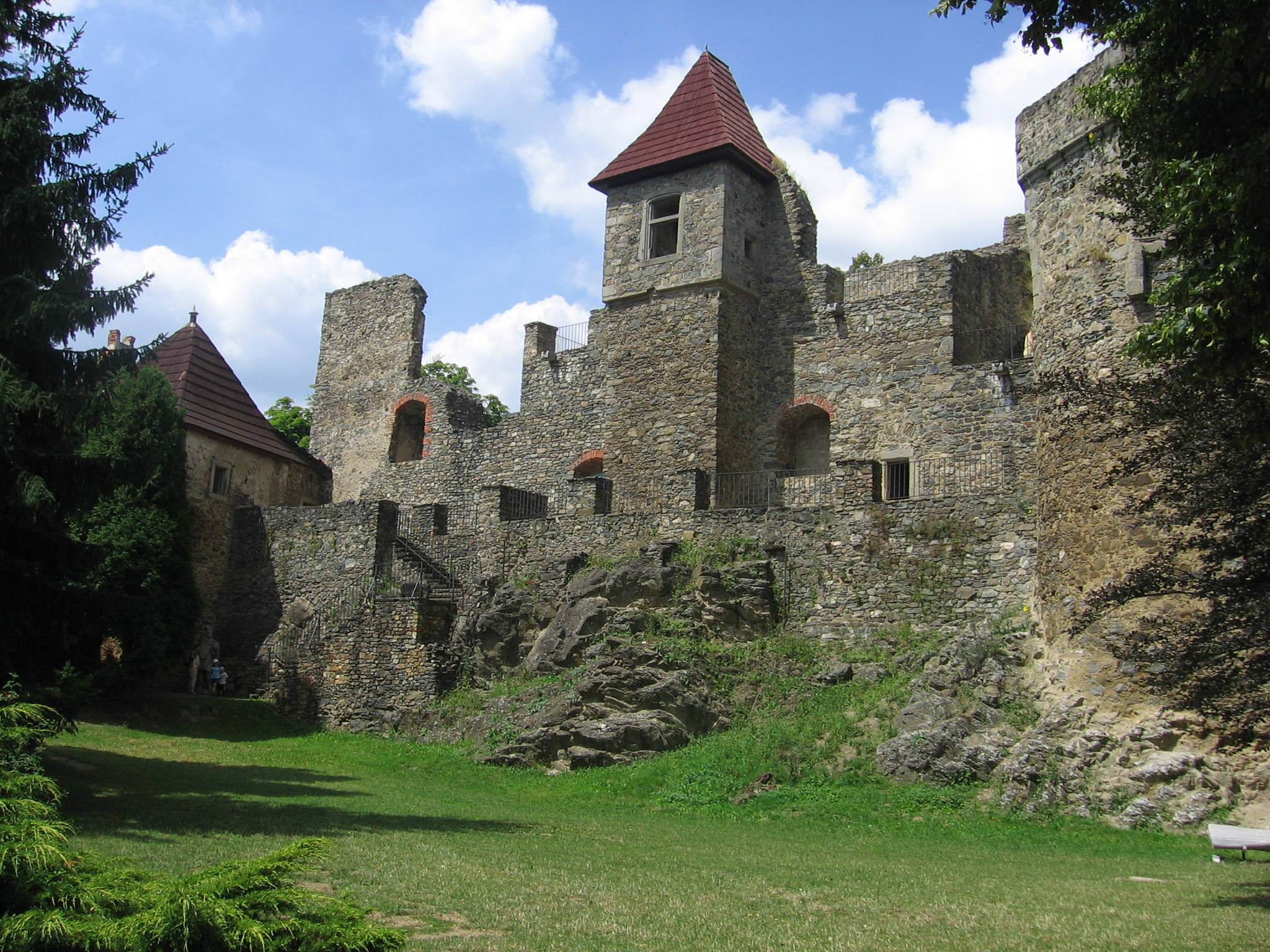
Château de Klenová.
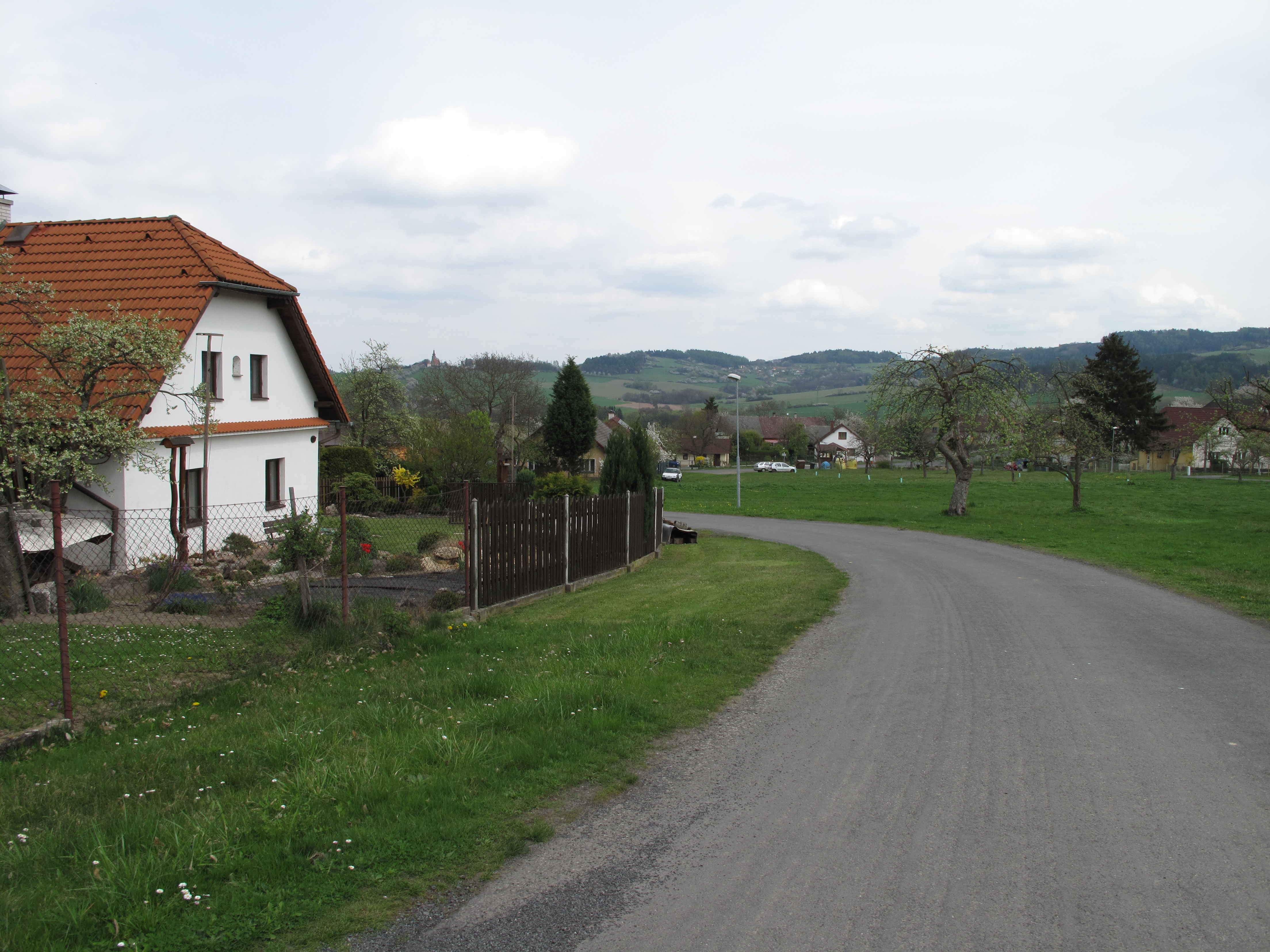
Vue de Klenová.

## Transports
Par la route, Klenová se trouve à 10 km de Klatovy, à 54 km de Plzeň et à 142 km de Prague.